# Seguretat a la indústria
La seguretat industrial és el conjunt de trets i activitats que ajuden a prevenir i limitar els possibles riscos a una indústria, amb inclusió dels qui ocasional o permanentment es troben vinculats amb els mateixos, com poden ser: les persones, la flora, la fauna, els béns i el medi ambient. Comprèn l'ús adequat de procediments, instal·lacions, vehicles, sistemes de la comunicació, eines i materials en els processos industrials. Implica també, la posada en pràctica de dispositius i protocols de maneig per a casos d'emergència. Té per objectiu la prevenció que s'ocupa de donar seguretat o directrius generals per al maneig o la gestió de riscos en el sistema.
Les instal·lacions industrials inclouen una gran varietat d'operacions de venda, transport, generació d'energia, transformació de productes químics, fabricació i eliminació de residus, que tenen perills inherents i requereixen un maneig molt acurat. Es tracta d'adoptar, complir i imposar una sèrie de normes de seguretat com a mesures preventives que permetin desenvolupar el treball de manera efectiva i sense perjudicis.

## Política, procediments i pautes recomanables
Tal com estableixen les polítiques sanitàries, existirà un risc important sota les següents circumstàncies: 
- Una fuita o vessament de substàncies tòxiques, molt reactives, explosives o inflamables.
- Si existeix un perill important durant un projecte proposat és molt aconsellable (o fins i tot obligatori segons la legislació vigent de cada país) requerir una avaluació dels riscos majors.
- Aquesta avaluació ha de ser part integral de la preparació del projecte. És independent a l'avaluació de l'impacte ambiental i aquesta l'ha d'esmentar.
- En treballs on calgui s'han d'usar treballs de pintura, etc.

Diferència entre Risc i Perill
El perill és una condició o característica intrínseca que pot causar lesió o malaltia, dany a la propietat i/o paralització d'un procés, en canvi, el risc és la combinació de la probabilitat i la conseqüència de no controlar el perill.
Exemples:
```
- Pis relliscós (perill)
- És baixa la probabilitat d'una fractura (risc).
```

## Definició de la seguretat industrial en empreses de mà d'obra
L'anàlisi de risc: com a part del Sistema de Gestió de Seguretat de la Informació, és necessari per a l'empresa fer una adequada gestió de riscos que li permeti saber quins són les principals vulnerabilitats dels seus actius d'informació i quines són les amenaces que podrien explotar les vulnerabilitats. Una amenaça es pot definir llavors, com un esdeveniment que pot afectar els actius d'informació i estan relacionades amb el recurs humà, esdeveniments naturals o falles tècniques. Alguns exemples poden ser atacs informàtics externs, errors o omissions del personal de l'empresa, infeccions amb malware, terratrèmols, tempestes elèctriques o sobrecàrregues en el fluid elèctric.
D'altra banda, una vulnerabilitat és una característica d'un actiu d'informació i que representa un risc per a la seguretat de la informació. Quan es materialitza una amenaça i hi ha una vulnerabilitat que pugui ser aprofitada hi ha una exposició al fet que es present algun tipus de pèrdua per a l'empresa. Per exemple, el fet de tenir contrasenyes febles en els sistemes i que la xarxa de dades no estigui correctament protegida pot ser aprofitat per als atacs informàtics externs.
La Seguretat Industrial és una tècnica o disciplina obligatòria a tota empresa. Aquesta aplica en usos d'eines o maquinàries, que a més de facilitar el compliment laboral, manté la confiança en el treball que s'exerceix, fent que el treballador se senti totalment segur de no córrer riscos. Tota empresa o indústria ha de tenir sempre clara la responsabilitat que té amb els seus treballadors, prenent en compte que també ha d'obligar els seus treballadors que compleixin una sèrie de normes i condicions amb la finalitat de garantir la seguretat i protecció, com són l'ús de: cascos industrials, botes, guants, entre altres eines que han de ser adequades per al treball que es realitzarà. Totes aquestes eines han de ser proporcionades per la mateixa empresa.
Són normes desenvolupades amb prescripcions tècniques en les instal·lacions industrials i energètiques, per aconseguir la seguretat dels usuaris, treballadors o tercers. Constitueixen alguns exemples de normes de seguretat industrial els reglaments de baixa tensió, alta tensió, calefacció, gas, protecció contra incendis, equips a pressió, emmagatzematge de productes químics, instal·lacions petrolíferes i instal·lacions frigorífiques que s'instal·lin tant en edificis d'ús industrial com no. Llibre de Consulta per a Avaluació Ambiental (Volum 1 2 i 3). Treballs Tècnics del Departament de Medi ambient.